# Alfonsina Pieri
Alfonsina Pieri (Roma, 12 gennaio 1880 – Milano, 11 gennaio 1959) è stata un'attrice italiana, attiva dall'epoca del cinema muto.

## Biografia
Attrice di teatro nei primi anni del XX secolo, appartenente ad una celebre e longeva dinastia di attori italiani, partecipò a diversi spettacoli fra cui la prima della tragedia di Gabriele D'Annunzio La nave dell'11 gennaio 1908, che si rivelò un grande successo. In seguito apparve in alcuni film del periodo muto.
Fu primattrice nella compagnia di prosa del marito Amedeo Chiantoni e madre dell'attore Renato Chiantoni.
Dall'inizio degli anni trenta fu presente nella prosa radiofonica dell'EIAR, e successivamente in quella della RAI, all'interno della Compagnia di Radio Roma.
Negli anni cinquanta fece parte della Compagnia del Teatro delle Muse di Roma, diretta da Carlo Tamberlani; qualche commedia della stagione 1955 verrà programmata anche in televisione, sempre con la regia di Tamberlani.

## Filmografia
- La rinunzia, regia di Ugo Falena (1913)
- L'intrusa (1913)
- Debito di sangue, regia di Salvatore Aversano (1915)
- Il ciclone, regia di Eugenio Perego (1916)
- Lea, regia di Diana Karenne e Salvatore Aversano (1916)
- Mister Wu (1920)

## Prosa radiofonica Rai
- Pietra fra pietre di Hermann Sudermann, regia di Alberto Casella, trasmessa il 1º dicembre 1951.

## Prosa televisiva Rai
- Storia di un uomo stanco, di Fabrizio Sarazani, regia di Carlo Tamberlani e Piero Turchetti, trasmessa il 16 dicembre 1955.